# نورث راندال (أوهايو)
نورث راندال (بالإنجليزية: North Randall, Ohio)‏ هي منطقة سكنية تقع في الولايات المتحدة في مقاطعة كاياهوغا، أوهايو. يقدر عدد سكانها بـ 1,027 نسمة ومساحتها 1.99 كم2 وترتفع عن سطح البحر 318 متر.

## التركيبة السكانية
قام مكتب تعداد الولايات المتحدة بتحديد بيانات التركيبة السكانية لنورث راندال في تعداد الولايات المتحدة. في ما يلي، التركيبة السكانية حسب تعدادي 2000 و2010.

### تعداد عام 2000
بلغ عدد سكان نورث راندال 906 نسمة بحسب تعداد عام 2000، وبلغ عدد الأسر 465 أسرة وعدد العائلات 211 عائلة مقيمة في القرية. في حين سجلت الكثافة السكانية 1,158.8 نسمة لكل ميل مربع (447.4/كم2). وبلغ عدد الوحدات السكنية 490 وحدة بمتوسط كثافة قدره 626.7 نسمة لكل ميل مربع (242.0/كم2).
وتوزع التركيب العرقي للقرية بنسبة 21.08% من البيض و 0.33% من الأمريكيين الأصليين و 0.99% من الأمريكيين ذوي الأصول الآسيوية و 71.74% من الأمريكيين الأفارقة و 2.87% من عرقين مختلطين أو أكثر.
بلغ عدد الأسر 465 أسرة كانت نسبة 20.4% منها لديها أطفال تحت سن الثامنة عشر تعيش معهم، وبلغت نسبة الأزواج القاطنين مع بعضهم البعض 22.6% من أصل المجموع الكلي للأسر، ونسبة 18.7% من الأسر كان لديها معيلات من الإناث دون وجود شريك، وكانت نسبة 54.6% من غير العائلات. تألفت نسبة 51.0% من أصل جميع الأسر من أفراد ونسبة 13.8% كانوا يعيش معهم شخص وحيد يبلغ من العمر 65 عاماً فما فوق. وبلغ متوسط حجم الأسرة المعيشية 2.62، أما متوسط حجم العائلات فبلغ 1.80.
بلغ العمر الوسطي للسكان 40 عاماً. وكانت نسبة 16.3% من القاطنين تحت سن الثامنة عشر، وكانت نسبة 10.4% بين الثامنة عشر والأربعة وعشرون عاماً، ونسبة 32.1% كانت واقعةً في الفئة العمرية ما بين الخامسة والعشرون حتى والأربعة وأربعون عاماً، ونسبة 24.7% كانت ما بين الخامسة والأربعون حتى الرابعة والستون، ونسبة 16.4% كانت ضمن فئة الخامسة والستون عاماً فما فوق. يوجد لكل 100 أنثى 94.8 ذكر، ويوجد لكل 100 أنثى في الثامنة عشر من عمرها فما فوق 94.9 ذكر.
بلغ متوسط دخل الأسرة في القرية 28,235 دولار، أما متوسط دخل العائلة فبلغ 38,580 دولار. وكان متوسط دخل الذكور 31,154 دولار مقابل 25,417 دولار للإناث. وسجل دخل الفرد الخاص بالقرية 20,938 دولار. وكانت نسبة 5.6% من العائلات ونسبة 11.4% من السكان تحت خط الفقر، وكان من هؤلاء نسبة 9.3% تحت سن الثامنة عشر ونسبة 7.3% في الخامسة والستين من العمر وما فوق.

### تعداد عام 2010
بلغ عدد سكان نورث راندال 1,027 نسمة بحسب تعداد عام 2010، وبلغ عدد الأسر 462 أسرة وعدد العائلات 209 عائلة مقيمة في القرية. في حين سجلت الكثافة السكانية 1,333.8 نسمة لكل ميل مربع (515.0/كم2). وبلغ عدد الوحدات السكنية 571 وحدة بمتوسط كثافة قدره 741.6 لكل ميل مربع (286.3/كم2).
وتوزع التركيب العرقي للقرية بنسبة 10.2% من البيض و 0.9% من الأمريكيين الأصليين و 1.3% من الأمريكيين ذوي الأصول الآسيوية و 86.3% من الأمريكيين الأفارقة و 1.2% من عرقين مختلطين أو أكثر.
بلغ عدد الأسر 462 أسرة كانت نسبة 21.4% منها لديها أطفال تحت سن الثامنة عشر تعيش معهم، وبلغت نسبة الأزواج القاطنين مع بعضهم البعض 19.0% من أصل المجموع الكلي للأسر، ونسبة 20.8% من الأسر كان لديها معيلات من الإناث دون وجود شريك، بينما كانت نسبة 5.4% من الأسر لديها معيلون من الذكور دون وجود شريكة وكانت نسبة 54.8% من غير العائلات. تألفت نسبة 51.1% من أصل جميع الأسر من أفراد ونسبة 14.5% كانوا يعيش معهم شخص وحيد يبلغ من العمر 65 عاماً فما فوق. وبلغ متوسط حجم الأسرة المعيشية 2.69، أما متوسط حجم العائلات فبلغ 1.84.
بلغ العمر الوسطي للسكان 51.2 عاماً. وكانت نسبة 15.2% من القاطنين تحت سن الثامنة عشر، وكانت نسبة 6.8% بين الثامنة عشر والأربعة وعشرون عاماً، ونسبة 19.8% كانت واقعةً في الفئة العمرية ما بين الخامسة والعشرون حتى والأربعة وأربعون عاماً، ونسبة 31% كانت ما بين الخامسة والأربعون حتى الرابعة والستون، ونسبة 27.4% كانت ضمن فئة الخامسة والستون عاماً فما فوق. وتوزع التركيب الجنسي للسكان بنسبة 42.8% ذكور و57.2% إناث.